# Прилад

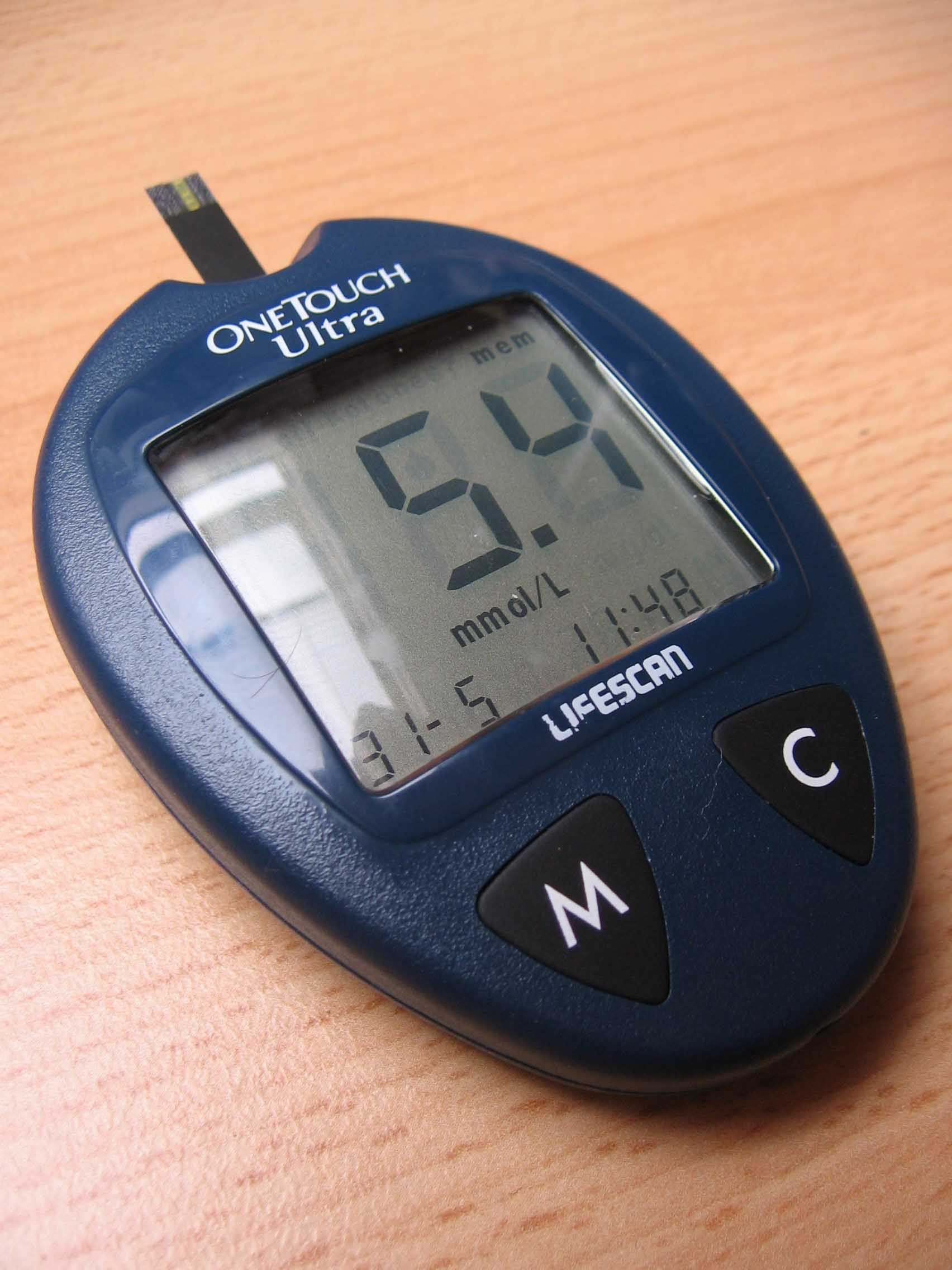
Прилад для самоконтролю рівня глюкози у крові (глюкометр)

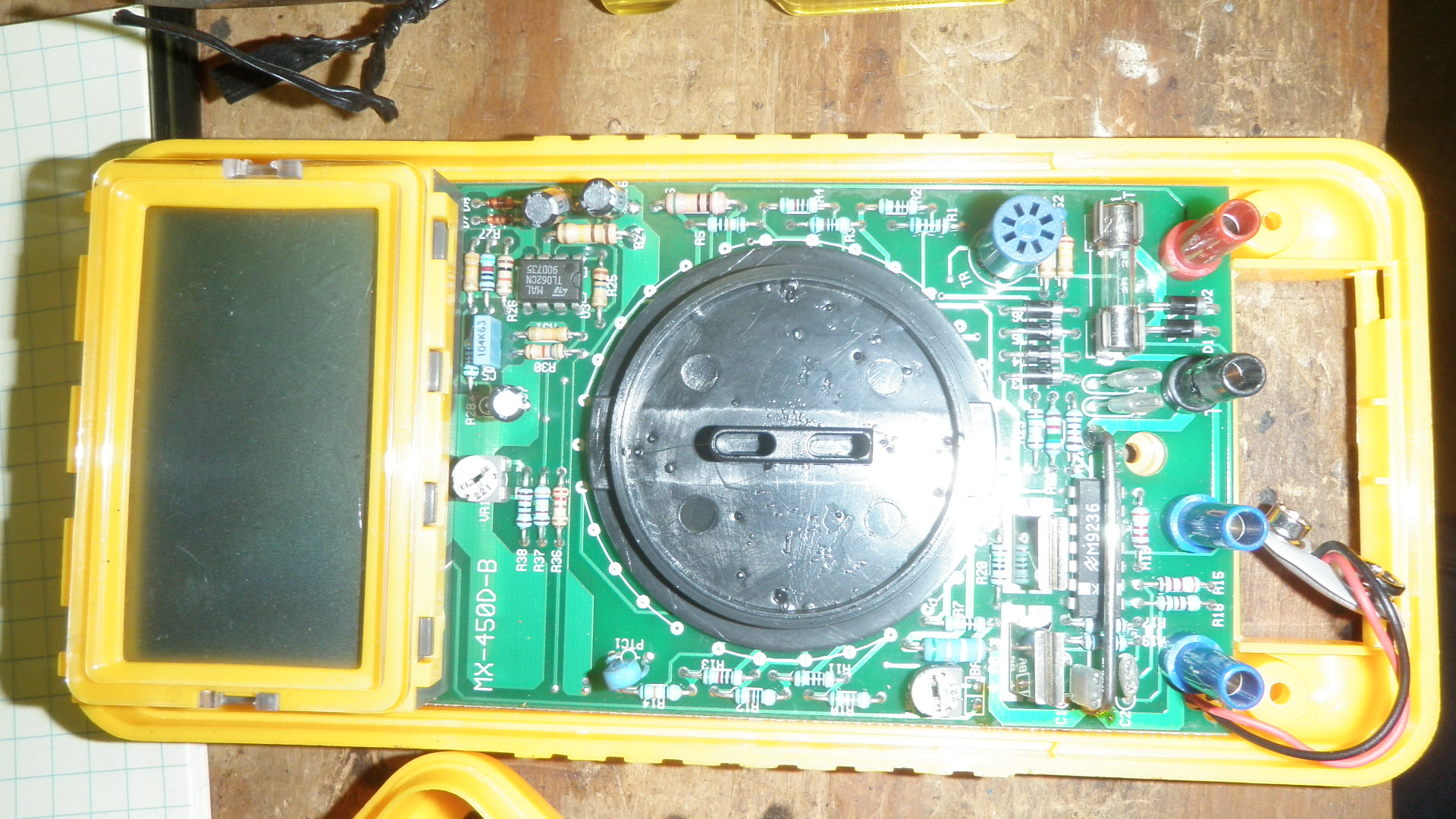
Багатофункціональний вимірювальний прилад (мультиметр)

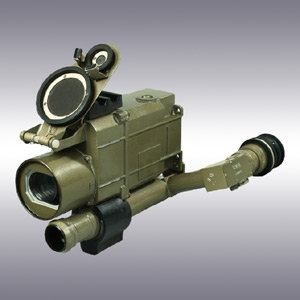
Прилад для наведення

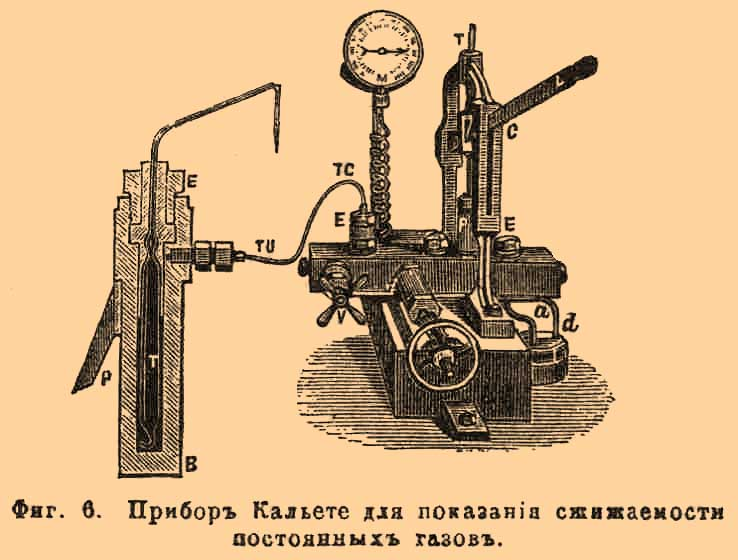
Прилад Кальєте для перевірки постійних газів

При́лад (англ. device, apparatus, appliance; нім. Gerät n, Vorrichtung f, Einrichtung f) — технічна конструкція, що уможливлює виконання певного процесу і служить для визначених цілей (наприклад, для перетворення енергії, виконання певної механічної роботи, перетворення інформації), що має специфічну форму будови (часто є групою з'єднаних між собою частин, які утворюють функціональну цілісність) залежно від виконуваних параметрів роботи та цільового призначення. Приладом також називають інструмент, предмет, який використовується при виконанні певної дії, і сукупність відповідних інструментів, предметів, необхідних для виконання певної роботи.
Прилад — пристрій для реєстрації параметрів фізичних процесів, здійснення технічних вимірів тощо, але не для здійснення роботи (годинник, манометр, електровимірювальні прилади). Для інструментів, та предметів, які застосовуються для виконання певних дій, можна застосовувати термін «пристосування» або «знаряддя», як це часто роблять.[джерело?]

## Види
Прилади розрізняють за їх функціями, призначенням, принципами роботи тощо. Наприклад, оптико-механічні, оптичні, магнітні, гравітаційні, електричні та ін. прилади.
Прилади поділяються на:
- Устаткування
- Апаратуру
- Інструменти